# Hjelmelandsvågen
Hjelmelandsvågen is een plaats in de Noorse gemeente Hjelmeland, provincie Rogaland. Hjelmelandsvågen telt 562 inwoners (2007) en heeft een oppervlakte van 0,81 km².